# It's a Vibe
It's a Vibe è un singolo del rapper statunitense 2 Chainz, pubblicato nel 2017 ed estratto dal suo quarto album in studio Pretty Girls Like Trap Music. Il brano vede la partecipazione dei cantanti statunitensi Ty Dolla Sign, Trey Songz e Jhené Aiko.

## Tracce
1. It's a Vibe (feat. Ty Dolla Sign, Trey Songz & Jhené Aiko) – 3:30